# 街口電子支付
街口電子支付股份有限公司，簡稱街口支付，為街口金融科技股份有限公司的全資子公司，為中華民國的電子支付專營機構。截至2025年3月止，用戶數673.9萬，在電子支付業者中位居台灣第二。

## 街口支付
街口支付支援使用Android與iOS操作系统的行動裝置。全中华民国信用卡皆可連結，但最多僅能連結五張信用卡。可整合包含實際付款金額、使用的信用卡，以及街口幣等消費記錄。目前使用範圍包含四大便利超商、超市、點餐、百貨、計程車、外送、繳費及街口跨境電商結帳服務（蝦皮跨境）等服務。合作銀行家數共27家，包括：
- 合作金庫商業銀行
- 永豐商業銀行
- 第一商業銀行
- 台新國際商業銀行
- 國泰世華商業銀行
- 中國信託商業銀行
- 臺灣新光商業銀行
- 中華郵政
- 台中銀行
- 日盛國際商業銀行
- 台北富邦商業銀行
- 玉山商業銀行
- 上海商業儲蓄銀行
- 彰化商業銀行
- 高雄銀行
- 臺灣土地銀行
- 兆豐國際商業銀行
- 瑞興銀行
- 王道銀行
- 板信商業銀行
- 遠東國際商業銀行
- 凱基商業銀行
- 臺灣中小企業銀行
- 京城商業銀行
- 安泰銀行
- 華南商業銀行
- 臺灣銀行

## 歷史
2017年「街口網絡」的子公司「街口」成立，街口支付APP於同年10月上線。2018年1月「街口」更名為「街口電子支付」，同年1月22日成為中華民國第6家獲得電子支付執照的專營業者，2月12日開辦電子支付業務。2019年11月18日，母公司「街口網絡」變更名稱為「街口金融科技股份有限公司」。
2020年1月，啟用日本跨境結算服務。同年12月宣布冠名贊助P. LEAGUE+新竹攻城獅3年。9月，金管會認為「街口託付寶」有多項缺失，對街口提出警告、開罰新臺幣300萬元並解除胡亦嘉的董事職務。街口不服處分提出告訴，台北高等行政法院在2024年5月判決街口敗訴。
2022年1月，與永豐金證券合作，在街口支付APP，可於永豐金證券開戶服務。3月24日，街口投信涉背信獲利9,000萬，董事長胡亦嘉千萬交保。2023年4月，街口支付與台新Richart數位銀行合作推出的「街利存」服務正式上線。2023年7月預定TWQR購物，將於4月起展開測試。8月，與新竹攻城獅結束合作。

### 政治爭議
2018年3月，台北市議員王威中接獲民眾投訴，街口在使用者門號轉換上有問題。街口回應可以和客服反應。同年11月27日，街口以促銷活動慶祝王威中在台北市議員選舉中落選。
2019年4月8日，立法委員余宛如與臺北市議員邱威傑召開記者會指出街口集團收購的愛評網（客誠科技公司）員工遭到違法解僱，胡亦嘉則聲明所述不實，公司不排除對余宛如提告。

### 36億元法院查封事件
2023年6月，當時處於經營權之爭的泰山集團決議以新台幣36億，取得街口金融科技股份有限公司的40.4%股權。衝突方的龍邦集團指責這次交易程序非法，交易無效。2025年7月，台北地院判決該收購無效，街口金融科技公司須返還投資款，並准予假執行。但假執行期間，法院發現該公司帳戶「近乎歸零」；於是在2025年7月10日，法院查封了街口的總部辦公室。
隨後包括家樂福、全國電子、momo購物、PChome、東森購物、蝦皮購物等電商平台、85°C、吉野家、麥味登、開展餐飲集團（TGI Fridays、Texas Roadhouse、SALT&STONE、LillA、泰勒肉鋪、達利早餐、廣生藥房）宣布暫停使用街口支付作為結帳方式；金管會管會要求街口支付2025年7月12日起需每日回到，儲值帳戶金額、代收付、特約店狀況，至少持續7天到營運狀況正常. 金管會更澄清，電子支付機構所有款項皆受信託保障，所有用戶資金安全無虞。，家樂福、麥味登等仍無法使用街口支付，主管機關要求至遲須於2025年7月21日之前提供書面報告解釋。

## 外部連結
- 街口支付官方網站
- 街口金融科技官方網頁
- 街口支付的Facebook專頁